# Jesús Linares Loaiza
Jesús Linares Loaiza, més conegut com a Chico Linares, és un exfutbolista i entrenador andalús. Va nàixer a Cadis el 4 d'abril de 1958. Ocupava la posició de defensa.

## Trajectòria
Sorgeix del planter del Cadis CF. El 1978 debuta amb el primer equip, i tres anys després hi debuta a primera divisió. Hi disputa 31 partits d'eixa campanya 81/82, però el Cádiz retorna a la Segona Divisió. Entre 1983 i 1986 hi milita al Recreativo de Huelva.
A la temporada 86/87 retorna al Cadis CF. El conjunt gadità jugava de nou a primera divisió, i el defensa va ser titular els primers anys. A partir de la temporada 90/91, la seua aportació comença a minvar fins a la seua retirada, el 1994 i després d'un doble descens del Cádiz de Primera a Segona B. En total, ha sumat 300 partits amb els del Ramón de Carranza, 209 d'ells a la màxima categoria.

### Com a entrenador
Després de penjar les botes, ha seguit vinculat al món del futbol com a entrenador. La temporada 95/96 es converteix en tècnic del Cádiz B i segon del Cádiz. Quan Paco Chaparro és destituït, es fa amb les regnes del conjunt andalús fins al final de temporada.
No continua i recala a la banqueta del CD Manchego, amb qui assoleix la classificació per a la lligueta d'ascens a Segona, que al final no aconsegueix. A l'any següent es fa càrrec del filial mallorquinista, amb qui sí que puja a la categoria d'argent. Chico Linares dirigeix el RCD Mallorca B durant 13 partits, abans de ser destituît.
La temporada 99/00 retorna al Cadis CF, on tampoc acaba la temporada, i a l'any següent recala al CD San Fernando. La temporada 01/02 s'encarregaria del Benidorm CD.
Uns anys després, hi retorna a la banqueta el 2009 per dirigir per tercer cop al Cadis CF.